# Samsung Galaxy
Samsung Galaxy is een reeks van smartphones uitgebracht door Samsung Electronics.

## S-reeks
De S-reeks wordt in de markt gezet als high end.
- Samsung Galaxy S (GT-i9000)
- Samsung Galaxy S Advance (GT-i9070)
- Samsung Galaxy S Duos (GT-S7562)
- Samsung Galaxy S Plus (GT-i9001)
- Samsung Galaxy S II (GT-i9100)
- Samsung Galaxy S II Plus (GT-i9105)
- Samsung Galaxy S III (GT-i9300)
- Samsung Galaxy S III Mini (GT-I8190)
- Samsung Galaxy S III Neo (GT-i9301i)
- Samsung Galaxy S4 (GT-I9500 / GT-I9505 / GT-I9506 / GT-I9515 / Koreaanse versie: SHV-E300K/S/L)
- Samsung Galaxy S4 Mini (GT-I9190 / GT-I9195 / GT-I9195L / GT-I9195T / GT-I9192 / GT-I9197 / TD-SCDMA (GT-I9198) / SGH-I257M / SCH-I435)
- Samsung Galaxy S5 (diverse uitvoeringen, "SM-900")
- Samsung Galaxy S6
- Samsung Galaxy S5 Plus
- Samsung Galaxy S7 (SM-G930F)
- Samsung Galaxy S8
- Samsung Galaxy S9
- Samsung Galaxy S10
- Samsung Galaxy S20
- Samsung Galaxy S20 Fan Edition
- Samsung Galaxy S21
- Samsung Galaxy S22
- Samsung Galaxy S23

## Note-reeks
De Note-reeks bestaat uit smartphones met een groter scherm, dat het midden houdt tussen een smartphone en een tablet (phablet).
- Samsung Galaxy Note
- Samsung Galaxy Note 2
- Samsung Galaxy Note 3
- Samsung Galaxy Note 4

## Y-reeks
Reeks van lowbudgetsmartphones.
- Samsung Galaxy Y
- Samsung Galaxy Y 2

## Andere Galaxy-toestellen
- Samsung i7500 Galaxy (de oorspronkelijke Galaxy-telefoon)
- Samsung Galaxy 3 (i5800) - opvolger van Samsung Galaxy Spica
- Samsung Galaxy 5
- Samsung Galaxy A6
- Samsung Galaxy Ace
- Samsung Galaxy Ace 2
- Samsung Galaxy Ace Plus
- Samsung Galaxy Beam
- Samsung Galaxy Fame
- Samsung Galaxy Gio
- Samsung Galaxy Grand
- Samsung Galaxy Mini
- Samsung Galaxy Nexus
- Samsung Galaxy Player
- Samsung Galaxy Pocket
- Samsung Galaxy Spica
- Samsung Galaxy TxT
- Samsung Galaxy Xcover

Galaxy ·
Galaxy 3 ·
Galaxy 5 ·
Ace 2 ·
Ace plus ·
Ace ·
Beam ·
Core ·
Express ·
Fit ·
Fame ·
Gio ·
Grand ·
Mega ·
Mini ·
Nexus ·
Note ·
Note 2 ·
Note 3 ·
Player ·
Pocket ·
Pocket 2 ·
Portal ·
Prevail ·
R ·
TxT ·
Spica
W ·
Xcover ·
Y ·
Y2

A-serie:
A3 ·
A5 ·
A6 ·	
A7 ·
A8 ·
A9 ·
A00 ·
A10 ·
A20 ·
A30 ·
A40 ·
A50 ·
A60 ·
A70 ·
A80 ·
A90

S-serie:
Galaxy S ·
S Plus ·
S Advance ·
S Duos ·
S II ·
S II Plus ·
S III ·
S III Mini ·
S4 ·
S4 Mini ·
S5 ·
S5 Mini ·
S5 Plus ·
S5 Neo · 
S6 ·
S7 ·
S8 ·
S9 ·
S10 ·
S20 ·
S21 ·
S22 ·
S23 ·
S24